# Like Whoa
Like Whoa è un singolo di Aly & AJ pubblicato nel 2008 da Hollywood Records. È il secondo ed ultimo singolo estratto dall'album Insomniatic.

## Il disco
La canzone, insieme a Bullseye, Silence e Potential Breakup Song, è stata pubblicata per promuovere l'album Insomniatic. Like Whoa è una canzone che racconta l'emozione e la sensazione di trovarsi in un nuovo rapporto.
La versione della canzone contenuta nell'album è stata utilizzata come colonna sonora del film di Disney Channel Gli esploratori del tempo. La versione remix della canzone è stata pubblicata su iTunes il 18 marzo 2008 insieme a una versione acustica e un'intervista.

## Accoglienza
La canzone ha ricevuto commenti positivi nella recensione dell'album. UMusic descrive la canzone dicendo che inizia calma e morbida con transizioni in un ritornello ballabile ad alta energia.
Todd Sterling, di Wal-Mart, loda la canzone descrivendola "penetrante" e dicendo che dona la sensazione di cadere in amore con un giro sulle montagne russe.
Logan Leasure, di Jesus Freak Hideout, nominò la canzone "sure-to-be-hit", ovvero, "diventerà sicuramente un tormentone" e la descrive come "un'ottimista e orecchiabile canzone che dà una visione positiva della vita".
Il brano entrò nella Top 100 di iTunes il 21 gennaio 2008 al numero 100, salendo poi al numero 57 in un giorno, e si fermò al numero 13.
Il 27 febbraio 2008 ha raggiunto i 208 084 download negli Stati Uniti. Debuttò inoltre alla posizione 66 della Canadian Hot 100, superando il precedente singolo Potential Breakup Song.
Dopo la pubblicazione della versione remix del singolo la canzone rientrò nella Hot 100 al numero 92, uscendone la settimana successiva.

## Video musicale
Il 3 dicembre 2007 Aly & AJ hanno annunciato tramite il loro blog su MySpace che il video per Like Whoa sarebbe stato girato durante la settimana. Le sorelle hanno inoltre dichiarato che avrebbero girato il video con il regista Scott Speer e che il video sarebbe stato diverso dagli altri.
Alcune immagini del video sono state pubblicate su alcuni siti internet il 15 dicembre 2007, riprendendo in quattro set differenti Aly salta dal trampolino, tutte e due insieme sedute su un sofà e scene simili con microfoni come nel video di Potential Breakup Song.
Il video è stato pubblicato su YouTube il 18 gennaio 2008. Disney Channel ha trasmesso per la prima volta il video con scene del film Gli esploratori del tempo il 19 gennaio 2008 per promuovere il film. Al tempo stesso, la canzone è stata inserita nel film per promuovere sia l'album che la canzone. Il video ufficiale senza le scene del film Gli esploratori del tempo fu pubblicato il 1º febbraio 2008 sul canale ufficiale della Hollywood Records su YouTube.

## Tracce
iTunes EP
1. Like Whoa (Versione Remix) – 2:29
2. Like Whoa (Versione Acustica) – 2:42
3. Radio Disney (Intervista Esclusiva) - 2:07

## Classifiche
| Chart (2008)                  | Massima posizione |
| ----------------------------- | ----------------- |
| Australian ARIA Singles Chart | 92                |
| Billboard Canadian Hot 100    | 66                |
| U.S. Billboard Hot 100        | 63                |
| U.S. Billboard Pop 100        | 47                |